# Akkunusjärvi
Akkunusjärvi är en sjö i kommunen Tervola i landskapet Lappland i Finland. Arean är 38 hektar och strandlinjen är 2,89 kilometer lång. Sjön  ingår i Kemi älvs huvudavrinningsområde.   Den ligger omkring 69 kilometer sydväst om Rovaniemi och omkring 640 kilometer norr om Helsingfors. 